# Danny Ocean
Danny Ocean (bürgerlich: Daniel Morales, * 5. Mai 1997 in Caracas) ist ein venezolanischer Latin-Pop-Sänger und Musikproduzent.
Danny Ocean startete 2009 als Musikproduzent in Venezuela. Mit seinem Umzug in die Vereinigten Staaten erschien 2016 die Single Me Rehúso, welche auf Spotify mehr als 200 Millionen Mal angehört wurde und 2017 von Warner erneut veröffentlicht wurde und international in die Charts kam.

## Diskografie

### Alben
| Jahr | Titel Musiklabel                    | Höchstplatzierung, Gesamtwochen, AuszeichnungChartplatzierungen (Jahr, Titel, Musiklabel, Platzierungen, Wochen, Auszeichnungen, Anmerkungen) | Höchstplatzierung, Gesamtwochen, AuszeichnungChartplatzierungen (Jahr, Titel, Musiklabel, Platzierungen, Wochen, Auszeichnungen, Anmerkungen) | Anmerkungen                             |
| Jahr | Titel Musiklabel                    | Latin | ES | Anmerkungen                             |
| ---- | ----------------------------------- | --- | --- | --------------------------------------- |
| 2022 | 54+1 Atlantic Records (WMG)         | Latin9 ×3Dreifachplatin · (17 Wo.)Latin | — | Erstveröffentlichung: 22. März 2019     |
| 2022 | @dannocean Atlantic Records (WMG)   | — | ES56 (3 Wo.)ES | Erstveröffentlichung: 10. November 2022 |
| 2024 | Reflexa Atlantic Records (WMG)      | — | — | Erstveröffentlichung: 2. Mai 2024       |
| 2025 | Babylon Club Atlantic Records (WMG) | — | ES11 (… Wo.)ES | Erstveröffentlichung: 31. Juli 2025     |

### EPs
- 2009: Backstage (als Danny O.C.T)
- 2014: Paracaídas (als Danny O.C.T)
- 2014: Sin intención (als Danny O.C.T)
- 2015: U-YE (als Danny O.C.T)
- 2015: Pronto (als Danny O.C.T)

### Singles
| Jahr | Titel Album                  | Höchstplatzierung, Gesamtwochen, AuszeichnungChartplatzierungen (Jahr, Titel, Album, Platzierungen, Wochen, Auszeichnungen, Anmerkungen) | Höchstplatzierung, Gesamtwochen, AuszeichnungChartplatzierungen (Jahr, Titel, Album, Platzierungen, Wochen, Auszeichnungen, Anmerkungen) | Höchstplatzierung, Gesamtwochen, AuszeichnungChartplatzierungen (Jahr, Titel, Album, Platzierungen, Wochen, Auszeichnungen, Anmerkungen) | Höchstplatzierung, Gesamtwochen, AuszeichnungChartplatzierungen (Jahr, Titel, Album, Platzierungen, Wochen, Auszeichnungen, Anmerkungen) | Anmerkungen                                       |
| Jahr | Titel Album                  | DE | CH | Latin | ES | Anmerkungen                                       |
| --- | ---------------------------- | --- | --- | --- | --- | ------------------------------------------------- |
| 2016 | Me Rehúso 54+1               | DE67 Gold · (10 Wo.)DE | CH34 Platin · (29 Wo.)CH | Latin13 ×3Diamant + Dreifachplatin · (26 Wo.)Latin                                                                                       | ES3 ×10Zehnfachplatin · (87 Wo.)ES | Erstveröffentlichung: 16. September 2016          |
| 2017 | Dembow 54+1                  | — | — | Latin— ×5FünffachplatinLatin | ES19 ×3Dreifachplatin · (36 Wo.)ES | Erstveröffentlichung: 8. Dezember 2017            |
| 2019 | Swing 54+1                   | — | — | Latin— ×2DoppelplatinLatin | ES16 ×3Dreifachplatin · (29 Wo.)ES | Erstveröffentlichung: 15. Februar 2019            |
| 2022 | Fuera del mercado @dannocean | — | — | Latin33 ×2Doppelplatin · (5 Wo.)Latin | ES7 ×3Dreifachplatin · (30 Wo.)ES | Erstveröffentlichung: 17. Februar 2022            |
| 2024 | Amor Reflexa                 | — | — | Latin49 Gold · (1 Wo.)Latin | — | Erstveröffentlichung: 9. Februar 2024             |
| 2024 | Imagínate Babylon Club       | — | — | Latin32 ×3Dreifachplatin · (17 Wo.)Latin                                                                                                 | ES12 ×2Doppelplatin · (34 Wo.)ES | Erstveröffentlichung: 7. November 2024 feat. Kapo |
| 2025 | Vitamina Babylon Club        | — | — | — | ES67 (2 Wo.)ES | Erstveröffentlichung: 23. Januar 2025             |
| 2025 | Priti Babylon Club           | — | — | — | ES23 Gold · (19 Wo.)ES | Erstveröffentlichung: 20. März 2025 feat. Sech    |
| Folgende Lieder erschienen nicht als Single, wurden aber durch das Album zum Download und Streaming bereitgestellt und konnten somit eine Platzierung erlangen: |                              | | | | |                                                   |
| |                              | | | | |                                                   |
| 2022 | Elvissa Paraiso              | — | — | — | ES42 (1 Wo.)ES | mit Mora                                          |

Weitere Singles
- 2015: Pronto (US: Gold (Latin))
- 2017: Baby I Won’t (Re-Issue von Me rehúso)
- 2017: Veneno
- 2017: Vuelve (US: Platin (Latin))
- 2018: Epa wei (ES: Gold, US: ×2Doppelplatin (Latin) )
- 2019: Lookin’ For (mit Digital Farm Animals)
- 2019: Dime tú (mit Maye & Fernando Osorio)
- 2019: Detente (mit Mike Bahía, US: Platin (Latin))
- 2020: Dime Tù
- 2021: Cuántas veces (mit Justin Quiles, US: Gold (Latin))
- 2021: Mónaco (mit Lagos, ES: Gold, US: ×2Doppelplatin (Latin) )
- 2022: Volare (ES: Gold)
- 2023: Caracas en el 2000 (mit Elena Rose & Jerry Di, US: Gold (Latin))

### Gastbeiträge
| Jahr | Titel Album                      | Höchstplatzierung, Gesamtwochen, AuszeichnungChartplatzierungen (Jahr, Titel, Album, Platzierungen, Wochen, Auszeichnungen, Anmerkungen) | Höchstplatzierung, Gesamtwochen, AuszeichnungChartplatzierungen (Jahr, Titel, Album, Platzierungen, Wochen, Auszeichnungen, Anmerkungen) | Höchstplatzierung, Gesamtwochen, AuszeichnungChartplatzierungen (Jahr, Titel, Album, Platzierungen, Wochen, Auszeichnungen, Anmerkungen) | Höchstplatzierung, Gesamtwochen, AuszeichnungChartplatzierungen (Jahr, Titel, Album, Platzierungen, Wochen, Auszeichnungen, Anmerkungen) | Anmerkungen                                                                          |
| Jahr | Titel Album                      | DE | CH | Latin | ES | Anmerkungen                                                                          |
| --- | -------------------------------- | --- | --- | --- | --- | ------------------------------------------------------------------------------------ |
| 2020 | Miedito o Qué? –                 | — | — | Latin33 Platin · (5 Wo.)Latin | ES— GoldES | Erstveröffentlichung: 25. November 2020 Ovy On The Drums feat. Danny Ocean & Karol G |
| Folgende Lieder erschienen nicht als Single, wurden aber durch das Album zum Download und Streaming bereitgestellt und konnten somit eine Platzierung erlangen: |                                  | | | | |                                                                                      |
| |                                  | | | | |                                                                                      |
| 2024 | Bailarina Insomnio               | — | — | — | ES70 Platin · (4 Wo.)ES | Abraham Mateo feat. Danny Ocean                                                      |
| 2025 | Hoy es tu cumpleaños Cuarto azul | — | — | — | ES62 (1 Wo.)ES | Aitana feat. Danny Ocean                                                             |

Weitere Gastbeiträge
- 2016: Replay (DJ Katastraphy feat. Danny Ocean, Bri Nichole, Rello Muse & Philup Banks)
- 2019: Lazy Day (Fuse ODG feat. Danny Ocean)

## Auszeichnungen für Musikverkäufe
| Goldene Schallplatte - Chile - 2020: für die Single Swing - 2023: für die Single Fuera del mercado - Vereinigte Staaten - 2023: für das Lied Felices Perdidos (Latin) Platin-Schallplatte - Argentinien - 2017: für die Single Me Rehúso - Frankreich - 2022: für die Single Me Rehúso - Italien - 2024: für die Single Fuera del mercado - Kolumbien - 2021: für die Single Detente 2× Platin-Schallplatte - Kanada - 2022: für die Single Me Rehúso | 5× Goldene Schallplatte - Mexiko - 2022: für die Single Fuera del mercado 5× Platin-Schallplatte - Italien - 2019: für die Single Me Rehúso 7× Platin-Schallplatte - Portugal - 2025: für die Single Me Rehúso Diamantene Schallplatte - Chile - 2020: für die Single Me Rehúso - Mexiko - 2022: für die Single Fuera del mercado |

Anmerkung: Auszeichnungen in Ländern aus den Charttabellen bzw. Chartboxen sind in ebendiesen zu finden.
| Land/RegionAuszeichnungen für Musikverkäufe (Land/Region, Auszeichnungen, Verkäufe, Quellen) | Gold       | Platin       | Diamant     | Verkäufe  | Quellen                 |
| -------------------------------------------------------------------------------------------- | ---------- | ------------ | ----------- | --------- | ----------------------- |
| Argentinien (CAPIF)                                                                          | —          | Platin1      | —           | 20.000    | Einzelnachweise         |
| Chile (IFPI)                                                                                 | 2× Gold2   | —            | Diamant1    | 580.000   | profovi.cl CL2          |
| Deutschland (BVMI)                                                                           | Gold1      | —            | —           | 200.000   | musikindustrie.de       |
| Frankreich (SNEP)                                                                            | —          | Platin1      | —           | 200.000   | snepmusique.com         |
| Italien (FIMI)                                                                               | —          | 6× Platin6   | —           | 350.000   | fimi.it                 |
| Kanada (MC)                                                                                  | —          | 2× Platin2   | —           | 160.000   | musiccanada.com         |
| Kolumbien (ASINCOL)                                                                          | —          | Platin1      | —           | 20.000    | Einzelnachweise         |
| Mexiko (AMPROFON)                                                                            | Gold1      | 2× Platin2   | Diamant1    | 1.050.000 | amprofon.com.mx         |
| Portugal (AFP)                                                                               | —          | 7× Platin7   | —           | 70.000    | Einzelnachweise         |
| Schweiz (IFPI)                                                                               | —          | Platin1      | —           | 20.000    | hitparade.ch            |
| Spanien (Promusicae)                                                                         | 5× Gold5   | 22× Platin22 | —           | 1.250.000 | elportaldemusica.es ES2 |
| Vereinigte Staaten (RIAA)                                                                    | 5× Gold5   | 25× Platin25 | Diamant1    | 2.250.000 | riaa.com                |
| Insgesamt                                                                                    | 14× Gold14 | 68× Platin68 | 3× Diamant3 |           |                         |